# TT335
TT335 (Theban Tomb 335) è la sigla che identifica una delle Tombe dei Nobili ubicate nell'area della cosiddetta Necropoli Tebana, sulla sponda occidentale del Nilo dinanzi alla città di Luxor, in Egitto. Destinata a sepolture di nobili e funzionari connessi alle case regnanti, specie del Nuovo Regno, l'area venne sfruttata, come necropoli, fin dall'Antico Regno e, successivamente, sino al periodo Saitico (con la XXVI dinastia) e Tolemaico.

## Titolare
TT335 era la tomba di:
| Titolare  | Titolo                                                                                           | Necropoli      | Dinastia/Periodo                     | Note |
| --------- | ------------------------------------------------------------------------------------------------ | -------------- | ------------------------------------ | ---- |
| Nakhtamun | prete wab di Amenhotep I Signore delle Due Terre; Scultore di Amon; Servo nel Luogo della Verità | Deir el-Medina | XIX dinastia (Ramses II - Merenptah) |      |

## Biografia

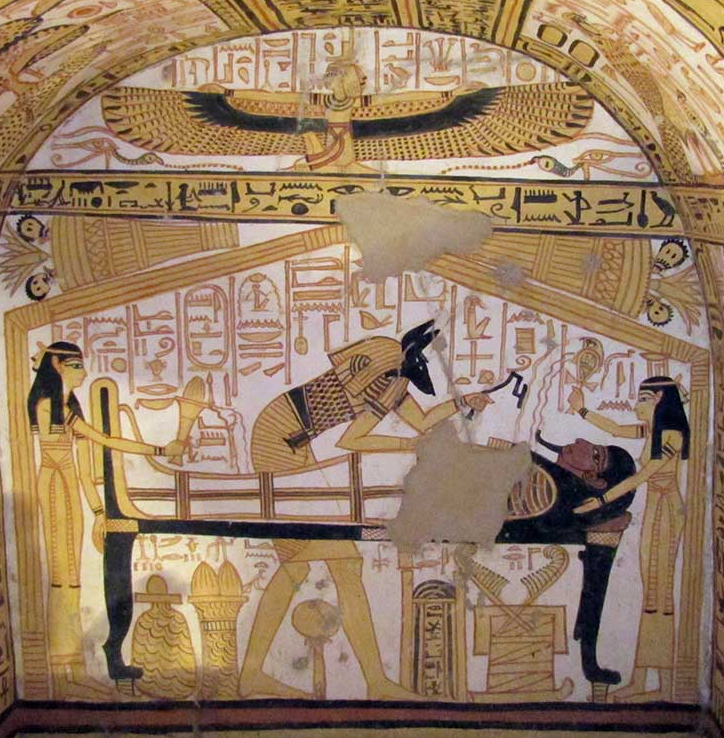
Il dio Anubi opera riti sulla mummia di Nakhtamon

TT335 si trova a sud della TT336 appartenente a suo fratello Neferrenpet e a nord della TT4 di Qen, suo cognato. In entrambe tali tombe, così come nella TT217 di un altro dei suoi fratelli, Ipuy,  viene menzionato il nome di Nakhtamon. Studi recenti hanno consentito di proporre, come data di realizzazione della tomba, un periodo antecedente all'anno XXXV di regno di Ramses II; Piay, a sua volta scultore nel Luogo della Verità, fu suo padre mentre Neferetkhau, indicata come Signora della casa, fu sua madre; Henutmehyt e Sathy sue sorelle. Nebuemshetet, figlia di Pakhed (TT292) e Makhai, fu sua moglie. Per quanto riguarda i figli, dalle scene parietali è possibile individuare: le figlie Webkhet, Henutiamu e Nedjemet; i figli Ankhau, Penkhum e Piay (omonimo del nonno paterno).
Tenendo presente che il termine senu, tradotto normalmente come "fratello", viene usato spesso, nelle tombe, a indicare relazioni di parentela anche tra persone di differenti generazioni sono sorte incomprensioni e intricati rapporti difficili talvolta da individuare. Nella TT335 con il termine fratello (sn) vengono infatti indicati:
- Khonsu, fratello biologico di Nakhtamon (sepoltura non nota);
- Neferronpet, fratello biologico (TT336);
- Ipuy, fratello biologico (TT217);
- Usersatet, fratello della moglie e, perciò, cognato;
- Khaemuaset , Tjanuny e Penduas, figli della sorella Henutmehyt e dello scultore Qen;
- Uadjshemsu, forse figlio della sorella Sahty e dell'operaio Khabekhnet (TT2).

Analogo discorso vale per il termine snt relativa al termine "sorella" che talvolta indica, oltre le sorelle biologiche, anche mogli, nipoti, zie, cognate.

## La tomba
Il complesso comprendeva un cortile, una cappella e un appartamento sotterraneo. La decorazione parietale monocroma delle tre camere, che costituiscono quest'ultimo, è quasi intatta e di perfetta qualità. 

### Il cortile
Per quanto attiene al cortile e alla cappella, si deve fare esclusivo affidamento al rapporto di scavo di Bruyère poiché l'attuale condizione dell'area è scarsamente leggibile. Si trattava di un cortile, scavato nella roccia, di 5,7 x 5.9 m; nel lato nord di questo, in un'area di circa 3 m2, si apre il pozzo verticale che dà accesso all'appartamento sotterraneo, al centro si apre l'accesso alla cappella accanto alla quale (1 e 2 rossi in planimetria) si trovano due complessi statuari, solo abbozzati e non ultimati: il primo (1) rappresenta un re non identificabile; il secondo (2) una coppia, uomo-donna, in piedi..

### La cappella
L'ingresso è al centro del piccolo cortile; la tomba, completamente devastata da un incendio, ha perso tutte le decorazioni parietali. Vi si accede da una porta di circa 1,5 m di larghezza ed è costituita da una sala di forma irregolare profonda 3,95 m, larga da 2,95 a 3,30 m e alta 2,25 m.

### L'appartamento sotterraneo
L'accesso all'appartamento sotterraneo (costituito da tre camere: "A" - "B"- "C" nere in planimetria) avviene attraverso un pozzo la cui bocca è ampia 0,93 x 1,70 m e scende nel sottosuolo per 7 m (uno dei più profondi dell'area di Deir el-Medina). Qui, attraverso una porta alta 1,75 m e larga 0,75 (originariamente in legno), si accede a un corridoio sulle cui pareti (3), su due registri sovrapposti, è rappresentato il cielo e il sole nascente come Khepri, nonché il defunto, in piedi, rivolto verso l'ingresso, nell'atto di intonare un inno a Khepri (non leggibile). Tutte le decorazioni sono in monocromo giallo chiaro e scuro, salvo pochi altri particolari, come i capelli, in nero.
Sulle pareti della sala "A", che si trova sullo stesso livello della successiva sala "B": le figlie e un figlio (4) in offertorio ai genitori, seduti, e alla famiglia; tre preti (5) operano la Cerimonia di apertura della bocca sul defunto purificandone il corpo; due mummie (6) dinanzi alla tomba. Su altra parete, una coppia seduta (7), composta da Sahti , sorella di Nebuemsheset e perciò cognata di Nakhtamon, e Khabekhnet (TT2), riceve omaggi floreali dai propri figli, Mes e Amenemhab (nipoti di Nakhtamon). Segue, sulla parete nord, un'altra coppia seduta; si tratta, questa volta, del fratello biologico, lo scultore Ipuy (TT217), e di sua "sorella" (in realtà moglie) Duaemmeres. Segue, su questa parete, l'ingresso alla sala "B"; dall'altro lato della porta (9) il figlio Neferronpet, fratello biologico di Nakhtamon, accompagnato dalla moglie Huyneferet, offre mazzi di fiori a Minmose e alla moglie Esi; poco oltre (10) Nebuemshetet, moglie di Nekhtamon, dinanzi ai genitori Pakhed (TT292) e Makhai. Ai lati della scala che porta alla sala "C": su due registri (11-12) divinità in scene di purificazione, Anubi rappresentato come sciacallo e Iside inginocchiata.
Un breve corridoio, sulle cui pareti (13) è rappresentato il defunto, nonché Neferronpet (TT336) e la moglie in offertorio, immette nella sala "B" che, come detto, si trova sullo stesso livello della sala "A". Sulle pareti: su due registri sovrapposti (14) il defunto e la moglie offrono la statua di Maat e Thot; scene di banchetto, con i genitori in presenza di Khaemteri (TT220) e Hehnekhu. Su altra parete (15) tre divinità femminili, in forma di albero, sotto le quali il defunto e la moglie bevono a una fonte e scene del pellegrinaggio ad Abido. Sulla parete opposta (16), su tre registri, il defunto e la famiglia dinanzi al fratello Neferhotep, indicato come "eccellente spirito di Ra"; scene di processione funeraria con tre sacerdotesse impegnate nell'esecuzione di riti funebri; poco oltre (17) su due registri, il defunto, in qualità di prete wab di Amenhotep I, purifica una coppia seduta. Al di sopra della piattaforma che riempie quasi metà della sala, tre scene di offertorio ad altrettante coppie assise e un prete in offertorio alla statua del defunto. Di lato (18) Ra-Horakhti, con testa di ariete, tra Iside con l'ureo su un pilastro Djed e Nephtys con il falco dell'Occidente.
Dalla sala "A", parete ovest, una scala di sette gradini porta 1,85 m più in basso e a un lungo corridoio al fondo del quale si apre la sala "C", ovvero alla camera funeraria, il cui ingresso era originariamente protetto da una porta in legno di cui restano ancora i cardini. Il corridoio di accesso è decorato sul soffitto da un'immagine della dea Nut, mentre sulle pareti sono rappresentati (19) il defunto e la moglie in adorazione del disco solare sorretto da due scimmie e, sulla parete opposta (20) il defunto e la moglie che aprono, rispettivamente, le porte dell'aldilà e dell'eternità. Sugli stipiti di ingresso alla sala "C" (21) sono riportati testi di offertorio.

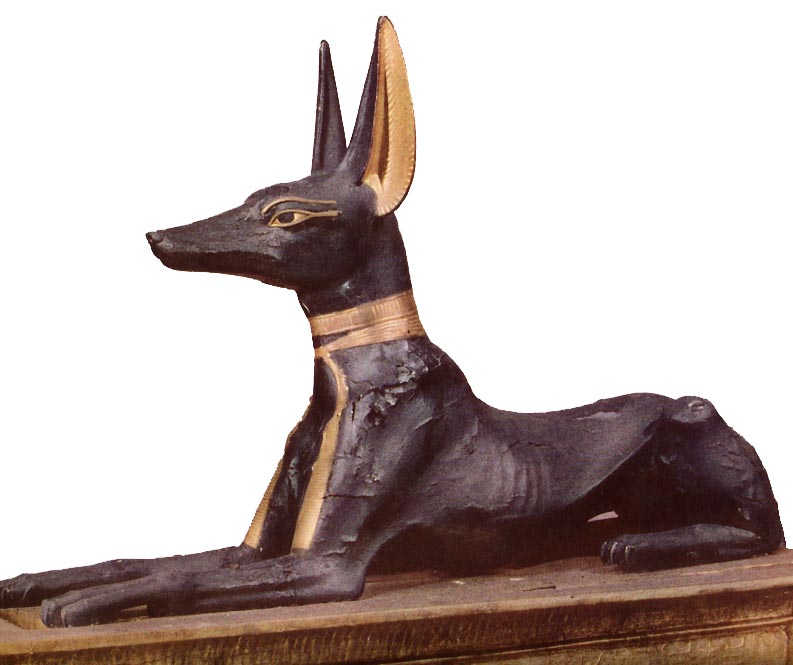
la statua di Anubi rinvenuta nella KV62 del faraone Tutankhamon

La sala "C" presenta, sulle pareti: in tre scene (22), il figlio Piay (omonimo del nonno), con Anubi rappresentato con testa d'ariete, sua moglie con sistro dinanzi alla dea Maat e Piay che offre aromi su un braciere. Sul lato corto a est (23), nella parte alta, ad arco, Iside alata; nella parte centrale Anubi che si prende cura della mummia su un catafalco purificato dalla presenza di Iside e Nephtys. Questo lato corto, riguardante le cure del corpo, è da mettere in relazione con quello opposto, a nord (25), in cui la parte alta, ad arco, è occupata dalla dea Nephtys alata, mentre nella parte centrale il dio Thot, nella sua forma di babbuino, presenzia la cerimonia di pesatura dell'anima del defunto che, insieme alla moglie a alla dea Maat vi assiste. I lati lunghi della sala (a est e a ovest) sono costituiti da decorazioni che creano un insieme omogeneo: il lato est vede, ai lati della porta di ingresso nella sala "C": il figlio Piay (22) con Anubi, Maat e Ptah e (24) un dio guardiano antropomorfo armato di coltello, rivolto verso l'entrata, indicato come "padrone della Maat", vestito con attributi tipici di un re, compresa la barba posticcia e un perizoma da cui pende una coda di toro. A ovest, la parete opposta (26) è ripartita in quattro rettangoli contenenti il defunto che offre libagioni al dio Osiride, il re Amenhotep I con Uadjet e la dea Satet, la dea Tueris, il defunto e la moglie adorano il dio Horakhti.
Il soffitto della camera funeraria "C", a volta, è suddiviso a sua volta in due parti separate, nel senso della lunghezza, da due fasce di geroglifici. A sua volta ogni semi-volta è suddivisa in quattro pannelli. I quattro centrali sono occupati dai Figli di Horus: Hapi, Duamutef, Amset e Qebehsenuf. I due pannelli restanti del lato che sovrasta la parete est contengono Thot rappresentato come ibis umanizzato e "il grande gatto di Heliopolis". Nella parte opposta, quella che sovrasta la parete ovest, sono rappresentati Horus e il dio Anubi, accucciato su un tempio (o sulla tomba), a imitazione della statua rinvenuta effettivamente nella KV62 di Tutankhamon.

## Reperti
La tomba era stata quasi completamente saccheggiata nei millenni; alcuni oggetti furono tuttavia repertati da Bruyère nella sala "B" verosimilmente impiegata dai ladri come deposito:
- alcune mummie molto danneggiate;
- frammenti della maschera funeraria di Nakhtamon;
- scatole da imballaggio recanti il nome di Nebuemsheset;
- frammenti di cartonnage del defunto e della moglie;
- scatola da ushabti intestata al defunto e alla moglie (oggi al Metropolitan Museum, cat. 47.139);
- contenitore da incensi con il nome del defunto;
- frammenti di dipinti, con il defunto, forse dalla cappella;
- pezzi di mobilio relativi, tuttavia, alla sepoltura del fratello Neferrenpet (TT336)[5]

### Annotazioni
1. ↑  La numerazione dei locali e delle pareti segue quella di Porter e Moss 1927, p. 400.
2. ↑  A oggi, il resoconto di Bernard Bruyère sulla scoperta, risalente al 1924-1925, è l'unica fonte relativa a TT335 esistente.
3. ↑  La prima numerazione delle tombe, dalla numero 1 alla 252, risale al 1913 con l'edizione del "Topographical Catalogue of the Private Tombs of Thebes" di Alan Gardiner e Arthur Weigall. Le tombe erano numerate in ordine di scoperta e non geografico; ugualmente in ordine cronologico di scoperta sono le tombe dalla 253 in poi.
4. ↑  I campi della Duat, ovvero l'aldilà egizio, si trovavano, secondo le credenze, proprio sulla riva occidentale del grande fiume.
5. ↑  Nella sua epoca di utilizzo, l'area era nota come "Quella di fronte al suo Signore" (con riferimento alla riva orientale, dove si trovavano le strutture dei Palazzi di residenza dei re e i templi dei principali dei) o, più semplicemente, "Occidente di Tebe".
6. ↑  le Tombe dei Nobili, benché raggruppate in un'unica area, sono di fatto distribuite su più necropoli distinte.
7. ↑  Le note, sovente di inquadramento topografico della tomba, sono tratte, fino alla TT252, dal "Topographical Catalogue" di Gardiner e Weigall, ed. 1913 e fanno perciò riferimento alla situazione dell'epoca.
8. ↑  I preti "wab", ma anche "uab", o "uebu", appartenevano al basso clero ed erano incaricati della manutenzione degli strumenti del culto e degli oggetti comunque ad esso connessi. A loro competeva il lavacro e l'abbigliamento giornaliero della statua del dio presso cui operavano e a loro competeva il trasporto della statua del dio (generalmente su una barca sacra) durante le cerimonie. Erano gerarchicamente sottoposti ad un "grande prete wab" cui competevano le operazioni giornaliere di culto della divinità.
9. ↑  Misura 3,65 di larghezza e tra 2,16 e 2,68 di profondità, per 1,70 m di altezza.
10. ↑  le figlie: Webkhet, che offre un vaso in forma di nave, e Henutiamu, che pratica un segno di saluto e reca appeso al polso un vaso da libagioni; Ankhau, il maschio, sembra offrire una borsa contenente grani rotondi. Alle spalle della coppia genitoriale, sono rappresentati altri due figli: Penkhnum maschio, che tiene tra le mani un fiore, e Nedjemet, femmina, che porta visibile la treccia tipica dell'infanzia, con un vassoio.
11. ↑  Misura da 3,07 a 3,28 m di larghezza e 2,50 di profondità, per un'altezza di circa 2,40 m. Verso ovest il pavimento presenta un gradino alto 0,65 m x 1,80 di profondità destinato ad accogliere le offerte per il defunto.
12. ↑  Misura 2,50 m di lunghezza per 0,73 di larghezza e 1,63 di altezza.
13. ↑  La dea è rappresentata come stante, su una stuoia di canne ripiegata; indossa un abito molto aderente che lascia scoperto il seno e ai suoi piedi si trova la montagna tebana e la rappresentazione della piramide che corredava la tomba.
14. ↑  Misura 4,75 m di lunghezza, 2,24 m di larghezza e ha un soffitto a volta che, nella parte centrale, raggiunge 2,17 m.
15. ↑  Il guardiano, peraltro, si trova, per posizione, a difendere effettivamente la Maat che si trova "alle sue spalle" nel dipinto parietale del lato corto nord.
16. ↑  La scena fa riferimento al capitolo 17 del Libro dei Morti che recita: "Io sono il grande gatto accanto al quale l'albero è stato diviso a Iunu (Heliopolis) nella notte della battaglia, e che fece la guardia contro i ribelli nel giorno in cui i nemici del Signore di Tutti furono distrutti". Si tratta di un'identificazione di Ra e il riferimento è alla battaglia tra Ra e il serpente Apophis. Non a caso, il gatto nell'Antico Egitto era un gran cacciatore di topi e di serpenti e Apophis "...l'eterno nemico di Ra, deve essere evitato per sempre, poiché non essendo stato creato, sfugge a ogni distruzione definitiva e può, ogni giorno, ripetere senza fine i suoi attacchi contro il corso del sole" cerca, ogni notte, di evitare che il sole sorga al mattino seguente.

### Fonti
1. ↑  Gardiner e Weigall 1913.
2. ↑  Donadoni 1999,  p. 115.
3. ↑  Porter e Moss 1927, p. 401.
4. ↑  Porter e Moss 1927,  p. 401, citando il rapporto di Bruyère, 1924-25, pp. 113-173.
5. 1 2 3 4 5 6 7 8  (EN) La tomba TT335 di Nakhtamon:, su osirisnet.net. URL consultato l'11.11.2018.
6. ↑  Bruyère 1926,  pp. 113-148.
7. ↑  Porter e Moss 1927,  p. 401.
8. ↑  Porter e Moss 1927,  p. 402.
9. ↑  Porter e Moss 1927,  pp. 402-403.
10. ↑  Porter e Moss 1927,  p. 403.
11. ↑  Porter e Moss 1927,  p. 404.